# 7871 Tunder
7871 Tunder este un asteroid din centura principală de asteroizi.

## Descriere
7871 Tunder este un asteroid din centura principală de asteroizi. A fost descoperit pe 22 septembrie 1990 la Observatorul La Silla de Eric Walter Elst. El prezintă o orbită caracterizată de o semiaxă mare de 2,34 ua, o excentricitate de 0,08 și o înclinație de 4,5° în raport cu ecliptica.